# Winner in You
Albums de Patti LaBelle
Patti
(1985) Be Yourself
(1989)
Singles
Winner in You est le huitième album publié par Patti Labelle le 28 avril 1986 sur le label MCA. Classé à la première place du Billboard 200 le 19 juillet 1986 et certifié disque de platine par la RIAA, cet album reste à ce jour le plus gros succès commercial de Patti Labelle et contient en particulier le single On My Own, interprété en duo avec Michael McDonald et qui se classa à la première place du Billboard Hot 100 le 14 juin 1986.

## Liste des titres
| No  | Titre                                       | Auteur                                           | Durée |
| --- | ------------------------------------------- | ------------------------------------------------ | ----- |
| 1.  | Oh, People                                  | Andy Goldmark, Bruce Roberts                     | 5:19  |
| 2.  | On My Own (avec Michael McDonald)           | Burt Bacharach, Carole Bayer Sager               | 4:50  |
| 3.  | Something Special (Is Gonna Happen Tonight) | Howie Rice, Alan Rich                            | 4:58  |
| 4.  | Kiss Away the Pain                          | Alex Brown, Ron Kersey                           | 4:28  |
| 5.  | Twisted                                     | Roy Freeland, Bill LaBounty                      | 3:54  |
| 6.  | You're Mine Tonight                         | Dorothy Sea Gazeley, Howie Rice, Alan Rich       | 3:38  |
| 7.  | Finally We're Back Together                 | Chuck Jackson, Nick Johnson                      | 5:49  |
| 8.  | Beat My Heart Like a Drum                   | Steve George, John Lang, Richard Page            | 3:50  |
| 9.  | Sleep With Me Tonight                       | Burt Bacharach, Neil Diamond, Carole Bayer-Sager | 3:44  |
| 10. | There's a Winner in You                     | Nickolas Ashford, Valerie Simpson                | 4:18  |

## Certifications
| Pays                  | Certification | Unités certifiées |
| --------------------- | ------------- | ----------------- |
| Canada (Music Canada) | Platine       | 100 000           |
| États-Unis (RIAA)     | Platine       | 1 000 000         |